# Giornata mondiale del Migrante e del Rifugiato
La Giornata Mondiale del Migrante e del Rifugiato (GMMR) è una ricorrenza annuale della Chiesa cattolica, istituita nel 1914 su iniziativa di Papa Benedetto XV. È quindi la più antica giornata celebrata dalla Chiesa cattolica. Il 6 dicembre 1914, infatti, su sollecitudine di Papa Benedetto XV, la Congregazione Concistoriale (oggi Congregazione dei Vescovi) inviava agli Ordinari Diocesani italiani la lettera circolare "Il dolore e le preoccupazioni", nella quale si chiedeva di istituire una Giornata nazionale annuale di sensibilizzazione sulla condizione dei migranti e dei tantissimi profughi che cercavano di fuggire dalle devastazioni della Prima Guerra Mondiale. La lettera circolare invitava inoltre le Diocesi a raccogliere donazioni in denaro rivolte a opere pastorali per gli emigrati Italiani e per il sostentamento economico di un Collegio, appositamente fondato a Roma, per la preparazione dei missionari d’emigrazione. La Congregazione Concistoriale fissava la data della celebrazione, per l’Italia, nella prima domenica di quaresima. La prima Giornata del Migrante e del Rifugiato fu celebrata il 21 febbraio 1915 e questa prima iniziativa nazionale fu in riferimento alle migrazioni forzate generate dallo scoppio della Prima Guerra Mondiale, che, per tutto il periodo del conflitto, ha generato almeno 16 milioni di profughi. Nel 1928, la Congregazione Concistoriale decise di trasferire la Giornata alla prima domenica dell'avvento. Dal 2019, si celebra ogni anno nell'ultima domenica di settembre.